# دوري أمم الكونكاكاف 2023–24
دوري أمم الكونكاكاف 2023–24 هو الموسم الثالث من دوري أمم الكونكاكاف، وهي مسابقة كرة القدم دولية تضم المنتخبات الوطنية للرجال من 41 اتحادا عضوا في الكونكاكاف . تقام مرحلة المجموعات في سبتمبر وأكتوبر ونوفمبر 2023 ، و نهائيات دوري الأمم من المقرر عقدها في الفترة من 21 إلى 24 مارس 2024 في ملعب دالاس كاوبويز في أرلينغتون ، تكساس.
ستشهد المسابقة تغييرا في الشكل ، حيث يضم الدوري الأول الآن ستة عشر فريقا في مجموعتين من النظام السويسري، تليها جولة ربع النهائي. يعمل دوري الأمم أيضا كمؤهل لفرق الكونكاكاف إلى كوبا أمريكا 2024 في الولايات المتحدة.
الولايات المتحدة هي حاملة اللقب مرتين.

## الشكل
في 28 فبراير 2023 ، أعلن الكونكاكاف عن تغيير الشكل لموسم 2023-24 من دوري أمم الكونكاكاف. نتيجة لذلك ، لم يهبط أي فريق من موسم 2022–23.
تمت زيادة حجم الدوري الأول من اثني عشر إلى ستة عشر فريقا ، و
الآن يضم الدور ربع النهائي. دخلت الفرق الاثني عشر الأقل تصنيفا في تصنيفات الكونكاكاف في مارس 2023 مرحلة المجموعات ، باستخدام تنسيق المجموعة المعدل الآن. تم تقسيم الفرق إلى مجموعتين من ستة فرق ، حيث لعب كل فريق أربع مباريات ضد خصوم المجموعة (اثنتان على أرضه واثنتان خارج أرضه). تقدمت الفرق الأربعة الأولى إلى الدور ربع النهائي، وانضمت إليها الفرق الأربعة الأعلى تصنيفا في تصنيفات الكونكاكاف في مارس 2023. تم تعادل الفرق التي تتقدم من مرحلة المجموعات ضد الفرق الأعلى تصنيفا ، والتي لعبت على أساس ذهاب وإياب . تأهل الفائزون الأربعة في ربع النهائي إلى نهائيات دوري الأمم، والتي تحتفظ بشكلها السابق لجولة نصف النهائي ومباراة تحديد المركز الثالث والمباراة النهائية لتحديد الأبطال.
سيحدد الدوري الأول أيضا فرق الكونكاكاف الستة التي ستتأهل كضيوف لكوبا أمريكا 2024 في الولايات المتحدة. تأهل الفائزون في ربع النهائي مباشرة إلى البطولة، بينما تقدم الخاسرون إلى ملحق تأهيلي، يضم مباراتين من مباراة واحدة.
لم يتغير الدوري الثاني ، ويضم ستة عشر فريقا مقسمة إلى أربع مجموعات من أربعة. سيلعب كل فريق ست مباريات في شكل مزدوج ذهاب وإياب (ثلاث مباريات على أرضه وثلاث مباريات خارج أرضه). بعد تغيير الشكل ، تم تخفيض الدوري الثالث من ثلاثة عشر إلى تسعة فرق ومن أربع إلى ثلاث مجموعات. تم تقسيم الفرق إلى ثلاث مجموعات من ثلاثة فرق ، حيث يلعب كل فريق أربع مباريات بنظام الذهاب والإياب المزدوج (اثنتان على أرضه واثنتان خارج أرضه).
صعود وهبوط استؤنف لموسم 2023-24 ، مع هبوط الفريقين صاحبي المركزين الخامس والسادس في الدوري أ والفرق صاحبة المركز الرابع في الدوري ب للموسم التالي. تمت ترقية الفائزين بالمجموعة في الدوريين الثاني و الثالث، وكذلك أفضل فريق يحتل المركز الثاني في الدوري الثالث.

### معايير كسر التعادل
يتم تحديد ترتيب الفرق في كل مجموعة على النحو التالي (المادة 12.4 من اللوائح):
1. النقاط التي تم الحصول عليها في جميع مباريات المجموعة (ثلاث نقاط للفوز ، واحدة للتعادل ، صفر للخسارة) ؛
2. فارق الأهداف في جميع مباريات المجموعة ؛
3. عدد الأهداف المسجلة في جميع مباريات المجموعة ؛

إذا كان فريقان أو أكثر لا يزالان متعادلين بناء على المعايير المذكورة أعلاه ، يتم تحديد ترتيبهم على النحو التالي:
1. النقاط التي تم الحصول عليها في المباريات التي لعبت بين الفرق المعنية ؛
2. فارق الأهداف في المباريات التي لعبت بين الفرق المعنية ؛
3. عدد الأهداف المسجلة في المباريات التي لعبت بين الفرق المعنية ؛
4. عدد الأهداف المسجلة خارج الأرض في المباريات التي لعبت بين الفريقين المعنيين (إذا كان التعادل بين فريقين فقط) ؛
5. أقل عدد من النقاط التأديبية في جميع مباريات المجموعة (يمكن تطبيق خصم واحد فقط على لاعب في مباراة واحدة):
  - بطاقة صفراء: 1 نقطة;
  - بطاقة حمراء غير مباشرة (البطاقة الصفراء الثانية): 3 نقاط.
  - بطاقة حمراء مباشرة: 4 نقاط.
  - بطاقة صفراء وبطاقة حمراء مباشرة: 5 نقاط.
6. سحب القرعة.

## المشاركون
شاركت جميع الاتحادات الأعضاء في الكونكاكاف البالغ عددها 41 اتحادا في المسابقة. تم تقسيم الفرق إلى بطولات بناء على نتائجها في موسم 2022–23، بينما تم تحديد الأواني من خلال تصنيف الكونكاكاف في مارس 2023. حصلت الفرق الأربعة الأعلى تصنيفا في الدوري الأول على  وداعا إلى ربع النهائي. أقيمت قرعة دور المجموعات في 16 مايو 2023، الساعة 19:00 المنطقة الزمنية الشرقية، في ميامي، فلوريدا، الولايات المتحدة. تم تأكيد القرعة في 2 مايو 2023 ، مع تقسيم الدوري الأول إلى ست أوعية من فريقين ، وتقسيم الدوري الثاني إلى أربع أوعية من أربعة فرق وتقسيم الدوري الثالث إلى ثلاث أوعية من ثلاثة فرق.
نيكاراغوا تأهلت في الأصل للترقية إلى الدوري الأول كفائزين في المجموعة الثالثة من الدوري الثاني، ولكن تم استبعادها بسبب إرسال لاعب غير مؤهل. ونتيجة لذلك، تم استبدالهم ب ترينيداد وتوباغو في 12 يونيو 2023.حلت نيكاراغوا محل ترينيداد وتوباغو في الدوري الثاني.
| Rise | صعد في الموسم السابق |

| الوعاء      | الفريق           | التغيير | النقاط | الترتيب |
| ----------- | ---------------- | ------- | ------ | ------- |
| ربع النهائي | المكسيك          | -       | 1,939  | 1       |
| ربع النهائي | الولايات المتحدة | -       | 1,919  | 2       |
| ربع النهائي | كوستاريكا        | -       | 1,796  | 3       |
| ربع النهائي | كندا             | -       | 1,743  | 4       |
| 1           | بنما             | -       | 1,695  | 5       |
| 1           | هايتي            | Rise    | 1,482  | 6       |
| 2           | جامايكا          | -       | 1,479  | 7       |
| 2           | غواتيمالا        | Rise    | 1,405  | 8       |
| 3           | هندوراس          | -       | 1,403  | 9       |
| 3           | السلفادور        | -       | 1,330  | 10      |
| 4           | مارتينيك         | -       | 1,246  | 12      |
| 4           | كوبا             | Rise    | 1,176  | 13      |
| 5           | كوراساو          | -       | 1,171  | 14      |
| 5           | سورينام          | -       | 1,079  | 16      |
| 6           | ترينيداد وتوباغو | Rise    | 1,254  | 11      |
| 6           | غرينادا          | -       | 791    | 25      |

| الوعاء | الفريق                  | التغيير | النقاط | الترتيب |
| ------ | ----------------------- | ------- | ------ | ------- |
| 1      | نيكاراغوا               | -       | 1,067  | 17      |
| 1      | غويانا الفرنسية         | -       | 1,086  | 15      |
| 1      | غيانا                   | -       | 994    | 18      |
| 1      | غوادلوب                 | -       | 966    | 19      |
| 2      | أنتيغوا وباربودا        | -       | 949    | 20      |
| 2      | سانت كيتس ونيفيس        | Rise    | 923    | 21      |
| 2      | جمهورية الدومينيكان     | -       | 913    | 22      |
| 2      | برمودا                  | -       | 863    | 23      |
| 3      | سانت لوسيا              | Rise    | 795    | 24      |
| 3      | بورتوريكو               | Rise    | 790    | 26      |
| 3      | مونتسرات                | -       | 780    | 27      |
| 3      | سانت فينسنت والغرينادين | -       | 726    | 28      |
| 4      | بليز                    | -       | 715    | 29      |
| 4      | باربادوس                | -       | 681    | 30      |
| 4      | جزر البهاما             | -       | 530    | 34      |
| 4      | سينت مارتن              | Rise    | 413    | 37      |

| الوعاء | الفريق                 | التغيير | النقاط |
| ------ | ---------------------- | ------- | ------ |
| 1      | بونير                  | 627     | 31     |
| 1      | دومينيكا               | 572     | 32     |
| 1      | أروبا                  | 564     | 33     |
| 2      | جزر توركس وكايكوس      | 461     | 35     |
| 2      | جزر كايمان             | 435     | 36     |
| 2      | سان مارتن              | 377     | 38     |
| 3      | أنغويلا                | 224     | 39     |
| 3      | جزر العذراء الأمريكية  | 193     | 40     |
| 3      | جزر العذراء البريطانية | 163     | 41     |

## الجدول الزمني
فيما يلي جدول دوري أمم الكونكاكاف 2023–24. تم تأكيد مواعيد مباريات المجموعة في 6 يوليو 2023.
| الجولة                     | الجولة                 | التواريخ          |
| الدوري الأول               | الدوري الثاني و الثالث | التواريخ          |
| -------------------------- | ---------------------- | ----------------- |
| الجولة 1                   | الجولة 1               | 7-9 سبتمبر 2023   |
| الجولة 2                   | الجولة 2               | 10-12 سبتمبر 2023 |
| الجولة 3                   | الجولة 3               | 12-14 أكتوبر 2023 |
| الجولة 4                   | الجولة 4               | 15-17 أكتوبر 2023 |
| ربع النهائي، مباراة الذهاب | الجولة 6               | 16–18 نوفمبر 2023 |
| ربع النهائي، مباراة العودة | الجولة 6               | 19–21 نوفمبر 2023 |
| نصف النهائي                | —                      | 21 مارس 2024      |
| مباراة تحديد المركز الثالث | —                      | 24 مارس 2024      |
| النهائي                    | —                      | 24 مارس 2024      |

## الدوري الأول

### المجموعة الأولى
| م | الفريق           | لعب | ف | ت | خ | أ.له | أ.ع | أ.ف | نقاط | التأهل أو الهبوط         |     | بنما | ترينيداد وتوباغو | مارتينيك | غواتيمالا | كوراساو | السلفادور |
| - | ---------------- | --- | - | - | - | ---- | --- | --- | ---- | ------------------------ | --- | ---- | ---------------- | -------- | --------- | ------- | --------- |
| 1 | بنما             | 4   | 3 | 1 | 0 | 9    | 2   | +7  | 10   | التقدم إلى ربع النهائي   |     | —    | null             | 3–0      | 3–0       | null    | null      |
| 2 | ترينيداد وتوباغو | 4   | 3 | 0 | 1 | 10   | 9   | +1  | 9    | التقدم إلى ربع النهائي   |     | null | —                | null     | 3–2       | 1–0     | null      |
| 3 | مارتينيك         | 4   | 2 | 1 | 1 | 2    | 3   | −1  | 7    |                          |     | null | null             | —        | null      | 1–0     | 1–0       |
| 4 | غواتيمالا        | 4   | 1 | 1 | 2 | 5    | 7   | −2  | 4    |                          | 1–1 | null | null             | —        | null      | 2–0     |           |
| 5 | كوراساو (R)      | 4   | 1 | 0 | 3 | 6    | 7   | −1  | 3    | الهبوط إلى الدوري الثاني |     | 1–2  | 5–3              | null     | null      | —       | null      |
| 6 | السلفادور (R)    | 4   | 0 | 1 | 3 | 2    | 6   | −4  | 1    | الهبوط إلى الدوري الثاني |     | null | 2–3              | 0–0      | null      | null    | —         |

### المجموعة الثانية
| م | الفريق      | لعب | ف | ت | خ | أ.له | أ.ع | أ.ف | نقاط | التأهل أو الهبوط         |      | جامايكا | هندوراس | سورينام | كوبا | هايتي | غرينادا |
| - | ----------- | --- | - | - | - | ---- | --- | --- | ---- | ------------------------ | ---- | ------- | ------- | ------- | ---- | ----- | ------- |
| 1 | جامايكا     | 4   | 3 | 1 | 0 | 10   | 5   | +5  | 10   | التقدم إلى ربع النهائي   |      | —       | 1–0     | null    | null | 2–2   | null    |
| 2 | هندوراس     | 4   | 2 | 1 | 1 | 8    | 1   | +7  | 7    | التقدم إلى ربع النهائي   |      | null    | —       | null    | 4–0  | null  | 4–0     |
| 3 | سورينام     | 4   | 1 | 2 | 1 | 6    | 3   | +3  | 5    |                          |      | null    | null    | —       | null | 1–1   | 4–0     |
| 4 | كوبا        | 4   | 1 | 2 | 1 | 1    | 4   | −3  | 5    |                          | null | 0–0     | 1–0     | —       | null | null  |         |
| 5 | هايتي (R)   | 4   | 0 | 3 | 1 | 5    | 6   | −1  | 3    | الهبوط إلى الدوري الثاني |      | 2–3     | null    | null    | 0–0  | —     | null    |
| 6 | غرينادا (R) | 4   | 0 | 1 | 3 | 2    | 13  | −11 | 1    | الهبوط إلى الدوري الثاني |      | 1–4     | null    | 1–1     | null | null  | —       |

### ربع النهائي
تم تحديد أزواج ربع النهائي بناء على تصنيفات الكونكاكاف اعتبارا من 18 أكتوبر 2023 للفرق الأربعة المصنفة مسبقا ونتائج مرحلة المجموعات للفائزين والوصيف من كل مجموعة. أتيحت الفرصة للفرق الأربعة المصنفة مسبقا التي تلقت وداعا مباشرا لربع النهائي (كندا وكوستاريكا والمكسيك والولايات المتحدة) لتحديد ترتيب المسارات. يتقدم الفائزون إلى نهائيات دوري الأمم ويتأهلوا إلى كوبا أمريكا 2024 ، بينما يتقدم الخاسرون إلى ملحق تصفيات كوبا أمريكا.
| الترتيب | الفريق           | النقاط |
| ------- | ---------------- | ------ |
| 1       | المكسيك          | 1,967  |
| 2       | الولايات المتحدة | 1,909  |
| 3       | كندا             | 1,729  |
| 4       | كوستاريكا        | 1,676  |

| الترتيب | الفريق           | لعب | ف | ت | خ | أ.له | أ.ع | أ.ف | نقاط |
| ------- | ---------------- | --- | - | - | - | ---- | --- | --- | ---- |
| 1       | بنما             | 4   | 3 | 1 | 0 | 9    | 2   | +7  | 10   |
| 2       | جامايكا          | 4   | 3 | 1 | 0 | 10   | 5   | +5  | 10   |
|         |                  |     |   |   |   |      |     |     |      |
| 3       | ترينيداد وتوباغو | 4   | 3 | 0 | 1 | 10   | 9   | +1  | 9    |
| 4       | هندوراس          | 4   | 2 | 1 | 1 | 8    | 1   | +7  | 7    |

وكانت المباريات على النحو التالي:
- ربع النهائي 1 (QF1): الفريق المصنف الرابع ضد الفائز بالمجموعة الأفضل تصنيفا
- ربع النهائي 2 (QF2): الفريق المصنف الثالث ضد الفائز التالي بأفضل تصنيف في المجموعة
- ربع النهائي 3 (QF3): الفريق المصنف الثاني ضد وصيف المجموعة الأفضل تصنيفا
- ربع النهائي 4 (QF4): الفريق المصنف الأول ضد وصيف المجموعة التالي الأفضل تصنيفا

لعبت مباريات الذهاب في الفترة من 16 إلى 18 نوفمبر، ومباريات الإياب في 20 و 21 نوفمبر 2023.
| الفريق الأول     | إجم.         | الفريق الثاني    | مباراة الذهاب | مباراة الإياب |
| ---------------- | ------------ | ---------------- | ------------- | ------------- |
| كوستاريكا        | 1–6          | بنما             | 0–3           | 1–3           |
| جامايكا          | 4–4 (أ.خ.د)  | كندا             | 1–2           | 3–2           |
| الولايات المتحدة | 4–2          | ترينيداد وتوباغو | 3–0           | 1–2           |
| هندوراس          | 2–2 (2–4 ج.) | المكسيك          | 2–0           | 0–2 (ب.و.إ.)  |

### نهائيات دوري الأمم

#### القوس
|  | نصف النهائي                | نصف النهائي       |  |  | النهائي | النهائي |
|  |                            |                   |  |  |         |         |
|  | 21 مارس – أرلينغتون        |                   |  |  |         |         |
|  |                            |                   |  |  |         |         |
|  | الولايات المتحدة           |                   |  |  |         |         |
|  | 24 مارس – أرلينغتون        |                   |  |  |         |         |
|  | جامايكا                    |                   |  |  |         |         |
|  | الفائز المباراة 1          |                   |  |  |         |         |
|  | 21 مارس – أرلينغتون        |                   |  |  |         |         |
|  |                            | الفائز المباراة 2 |  |  |         |         |
|  | بنما                       |                   |  |  |         |         |
|  |                            |                   |  |  |         |         |
|  | المكسيك                    |                   |  |  |         |         |
|  | مباراة تحديد المركز الثالث |                   |  |  |         |         |
|  |                            |                   |  |  |         |         |
|  | 24 مارس – أرلينغتون        |                   |  |  |         |         |
|  |                            |                   |  |  |         |         |
|  | خاسر المباراة 1            |                   |  |  |         |         |
|  |                            |                   |  |  |         |         |
|  | خاسر المباراة 2            |                   |  |  |         |         |

#### نصف النهائي
| الولايات المتحدة | المباراة 1 | جامايكا |
| ---------------- | ---------- | ------- |
|                  |            |         |

| بنما | المباراة 2 | المكسيك |
| ---- | ---------- | ------- |
|      |            |         |

#### مباراة تحديد المركز الثالث
| خاسر المباراة 1 | المباراة 3 | خاسر المباراة 2 |
| --------------- | ---------- | --------------- |
|                 |            |                 |

#### النهائي
| الفائز المبارة 1 | المباراة 4 | الفائز المبارة 2 |
| ---------------- | ---------- | ---------------- |
|                  |            |                  |